# أوكيم تشالنغر
أوكيم تشالنغر (بالإنجليزية: Okeem Challenger)‏ (مواليد أنتيغوا وبربودا) لاعب كرة قدم أنتيغوي دولي يجيد اللعب في خط الهجوم . يلعب حاليا لصالح نادي ساب الأنتيغوي منذ 2004 .

## روابط خارجية
- أوكيم تشالنغر على موقع الاتحاد الدولي (مؤرشف)  (الإنجليزية)
- أوكيم تشالنغر على موقع قاعدة بيانات كرة القدم.إي يو (الإنجليزية)
- أوكيم تشالنغر على موقع ناشيونال فوتبول تيمز (الإنجليزية)
- أوكيم تشالنغر على موقع كووورة